# فرانك روبنسون (لاعب كرة قاعدة)
فرانك روبنسون (بالإنجليزية: Frank Robinson)‏ (و. 1935  م) هو لاعب كرة قاعدة، من الولايات المتحدة، ولد في بومونت، تكساس، يلعب كلاعب دفاع ‏.

## التعليم
تعلم في جامعة جورج واشنطن.

## جوائز
حصل على جوائز منها:
- جائزة الأسطورة الحية لمكتبة الكونغرس  [لغات أخرى]‏[8]
- وسام الحرية الرئاسي
- جائزة اللاعب الأكثر قيمة لدوري كرة القاعدة الرئيسي [الإنجليزية]‏.

## روابط خارجية
- فرانك روبنسون على موقع دوري كرة القاعدة الرئيسي (الإنجليزية)
- فرانك روبنسون على موقعبيزبول رفرنس.كوم (الدوري الرئيسي) (الإنجليزية)
- فرانك روبنسون على موقعبيزبول رفرنس.كوم (الدوري الثانوي) (الإنجليزية)
- فرانك روبنسون على موقع إي إس بي إن.كوم (أم.أل.بي) (الإنجليزية)
- فرانك روبنسون على موقع مشجعي الرسوم البيانية (الإنجليزية)
- فرانك روبنسون على موقع قاعة مشاهير كرة القاعدة (الإنجليزية)